# Remus Lupin
Remus John Lupin (n. 10 martie 1960), poreclit și Moony, este un personaj fictiv din seria de cărți Harry Potter scrisă de J.K. Rowling. Lupin își face apariția pentru prima dată în volumul Prizonierul din Azkaban în rolul noului profesor de Apărare Împotriva Magiei Negre. Este un vârcolac, fiind mușcat și contaminat când avea 5 ani de către un alt vârcolac: Fenrir Greyback.
În ecranizarea romanelor, rolul adultului Remus Lupin este interpretat de actorul David Thewlis, iar rolul adolescentului Lupin de către James Utechin.
A fost prieten cu Lily Evans, James Potter  si Sirius Black și a fost membru, alături de ei, al Ordinului Phoenix. Profesorul Lupin este important pentru Harry in anul III, prin faptul că îl învață cum să invoce un Patronus (un scut pentru apărarea contra Dementorilor).
Fiind vârcolac, nu puțini au fost cei care nu au fost de acord cu înscrierea sa la Hogwarts, Școala de Magie, Farmece și Vrajitorii. Cu toate astea, a fost apărat de directorul Albus Dumbledore. Pentru ca nimeni să nu descopere tunelul a fost săpat  langa Salcia Batausa. 
În seara în care Harry și prietenii lui îl descoperă în sfârșit pe adevăratul responsabil pentru moartea părinților lui Harry, Peter Pettigrew, Remus Lupin, văzând luna, se transformă în lup, iar Peter le scapă. Cand elevii din Hogwarts află și de a doua lui forma, a decis să plece și să renunțe la postul de profesor de Apărare Împotriva Magiei Negre..
De asemenea Remus Lupin îl ajută pe Harry să treacă peste tragicul moment al morții nașului său Sirius Black.
El se căsătorește cu Tonks și au un băiețel numit Teddy. După nașterea acestuia, Harry e numit naș iar Lupin și Tonks mor în bătălia de la Hogwarts. Teddy e primit cu brațele deschise de noua familie Potter (Harry+Ginny) și e considerat parte din familie.